# Grand Prix Formule 1 van Hongarije 2007
De Grand Prix Formule 1 van Hongarije 2007 werd verreden op 5 augustus op de Hungaroring in Mogyoród nabij Boedapest.

## Uitslag
| Pos. | Nr. | Coureur              | Constructeur         | Rondes | Tijd / Oorzaak uitval | Grid | Punten |
| ---- | --- | -------------------- | -------------------- | ------ | --------------------- | ---- | ------ |
| 1    | 2   | Lewis Hamilton       | McLaren - Mercedes   | 70     | 1:35:52.991           | 1    | 10     |
| 2    | 6   | Kimi Räikkönen       | Scuderia Ferrari     | 70     | +0.715                | 3    | 8      |
| 3    | 9   | Nick Heidfeld        | BMW Sauber           | 70     | +43.129               | 2    | 6      |
| 4    | 1   | Fernando Alonso      | McLaren - Mercedes   | 70     | +44.858               | 6    | 5      |
| 5    | 10  | Robert Kubica        | BMW Sauber           | 70     | +47.616               | 7    | 4      |
| 6    | 11  | Ralf Schumacher      | Toyota               | 70     | +50.669               | 5    | 3      |
| 7    | 16  | Nico Rosberg         | Williams - Toyota    | 70     | +59.139               | 4    | 2      |
| 8    | 4   | Heikki Kovalainen    | Renault              | 70     | +1:08.104             | 11   | 1      |
| 9    | 15  | Mark Webber          | Red Bull - Renault   | 70     | +1:16.331             | 9    |        |
| 10   | 12  | Jarno Trulli         | Toyota               | 69     | +1 Ronde              | 8    |        |
| 11   | 14  | David Coulthard      | Red Bull - Renault   | 69     | +1 Ronde              | 10   |        |
| 12   | 3   | Giancarlo Fisichella | Renault              | 69     | +1 Ronde              | 13   |        |
| 13   | 5   | Felipe Massa         | Scuderia Ferrari     | 69     | +1 Ronde              | 14   |        |
| 14   | 17  | Alexander Wurz       | Williams - Toyota    | 69     | +1 Ronde              | 12   |        |
| 15   | 22  | Takuma Sato          | Super Aguri - Honda  | 69     | +1 Ronde              | 19   |        |
| 16   | 19  | Sebastian Vettel     | Toro Rosso - Ferrari | 69     | +1 Ronde              | 20   |        |
| 17   | 20  | Adrian Sutil         | Spyker - Ferrari     | 68     | +2 Rondes             | 21   |        |
| 18   | 8   | Rubens Barrichello   | Honda                | 68     | +2 Rondes             | 18   |        |
| DNF  | 18  | Vitantonio Liuzzi    | Toro Rosso - Ferrari | 42     | Elektrisch            | 16   |        |
| DNF  | 23  | Anthony Davidson     | Super Aguri - Honda  | 41     | Ongeluk               | 15   |        |
| DNF  | 7   | Jenson Button        | Honda                | 35     | Gaskleppen            | 17   |        |
| DNF  | 21  | Sakon Yamamoto       | Spyker - Ferrari     | 4      | Ongeluk               | 22   |        |

## Wetenswaardigheden
- Eerste race voor team: Sakon Yamamoto voor Spyker en Sebastian Vettel voor Toro Rosso.
- Laatste punten: Ralf Schumacher.
- Rondeleiders: Lewis Hamilton 70 (1-70).
- McLaren kreeg geen punten en mochten ook geen beker ontvangen op het podium omdat Fernando Alonso in de kwalificatie teamgenoot Hamilton hinderde. Hiervoor werd Alonso vijf plaatsen teruggezet op de grid.
- Op het moment dat Lewis Hamilton de finish passeerde, werd hij de eerste rookie en enige actieve coureur die een Grand Chelem (pole, winst, snelste ronde en de hele race geleid) scoorde. Echter, op het moment dat Kimi Räikkönen de finish passeerde, verbeterde hij Hamiltons snelste ronde.
- Giancarlo Fisichella werd vijf plaatsen teruggezet omdat hij in Q1 Sakon Yamamoto hinderde.
- Dit was de enige race in 2007 waar een andere auto dan McLaren of Ferrari op de eerste rij stond, Nick Heidfeld in een BMW startte als tweede.
- Wereldkampioen van 1996, Damon Hill, gaf eenmaal commentaar bij het Engelse ITV. Hill won de Grand Prix van Hongarije tweemaal, in 1993 en 1995, beiden in een Williams.

## Standen na de Grand Prix

### Coureurs
| Positie | Nummer | Rijder          | Team             | Punten |
| ------- | ------ | --------------- | ---------------- | ------ |
| 1       | 2      | Lewis Hamilton  | McLaren          | 80     |
| 2       | 1      | Fernando Alonso | McLaren          | 73     |
| 3       | 6      | Kimi Räikkönen  | Scuderia Ferrari | 60     |
| 4       | 5      | Felipe Massa    | Scuderia Ferrari | 59     |
| 5       | 9      | Nick Heidfeld   | BMW Sauber       | 42     |

### Constructeurs
| Positie | Nummers | Team             | Rijders                                | Punten |
| ------- | ------- | ---------------- | -------------------------------------- | ------ |
| 1       | 1 2     | McLaren          | Fernando Alonso Lewis Hamilton         | 138    |
| 2       | 5 6     | Scuderia Ferrari | Kimi Räikkönen Felipe Massa            | 119    |
| 3       | 9 10    | BMW Sauber       | Nick Heidfeld Robert Kubica            | 71     |
| 4       | 3 4     | Renault          | Giancarlo Fisichella Heikki Kovalainen | 33     |
| 5       | 16 17   | Williams         | Nico Rosberg Alexander Wurz            | 20     |

## Statistieken
| Snelste ronde | Kimi Räikkönen | Scuderia Ferrari | 1:20.047 |

## Noot
- Dit was de tiende podiumplaats voor Lewis Hamilton.

1936 · 1986 · 1987 · 1988 · 1989 · 1990 · 1991 · 1992 · 1993 · 1994 · 1995 · 1996 · 1997 · 1998 · 1999 · 2000 · 2001 · 2002 · 2003 · 2004 · 2005 · 2006 · 2007 · 2008 · 2009 · 2010 · 2011 · 2012 · 2013 · 2014 · 2015 · 2016 · 2017 · 2018 · 2019 · 2020 · 2021 · 2022 · 2023 · 2024 · 2025 · 2026 · 2027 · 2028 · 2029 · 2030 · 2031 · 2032